# حزمة أدوات تطوير برامج أندرويد
حزمة أدوات تطوير برامج أندرويد (بالإنجليزية: Android software development kit)‏ هي حزمة أدوات تطوير البرمجيات تتضمن مجموعة شاملة من أدوات التطوير. يتضمن ذلك مصحح الأخطاء والمكتبات ومحاكي الهاتف استنادا إلى كيمو (برنامج محاكاة) والوثائق ونموذج التعليمات البرمجية والبرامج التعليمية. تتضمن منصات التطوير المدعومة حاليا أجهزة الكمبيوتر التي تعمل بنظام لينكس (أي توزيعة Linux حديثة لسطح المكتب) و ماك أو إس 10.5.8 أو أحدث و ويندوز 7 أو أحدث.
حتى نهاية عام 2014، كانت بيئة التطوير المتكاملة المدعومة رسميًا هي إكلبس باستخدام المكون الإضافي لأدوات تطوير أندرويد (ADT)، على الرغم من أن جميع إصدارات إنتيليج إيديا تدعم كليًا تطوير أندرويد، ويدعم نت بينز أيضًا تطوير أندرويد عبر مكون إضافي. اعتبارًا من عام 2015، يعد أندرويد ستوديو الذي صنعته جوجل ويدعمه IntelliJ، هو بيئة التطوير المتكاملة الرسمي؛ ومع ذلك، للمطورين حرية استخدام البيئات الأخرى، لكن جوجل أوضحت بأنها أوقفت رسميًا أدوات تطوير أندرويد منذ نهاية عام 2015 للتركيز على أندرويد ستوديو باعتباره البيئة الرسمية والمتكاملة لتطوير أندرويد.
يتم تجميع تطبيقات أندرويد بتنسيق apk. وتخزينها ضمن مجلد /data/app على نظام التشغيل أندرويد (لا يمكن الوصول إلى المجلد إلا عبر الروت لأسباب أمنية او يمكن وصول الي هذا المجلد عن طريق تطبيق نفسه). تحتوي حزمة الـAPK على ملفات dex (ملفات كود بايت المجمعة تسمى دالفيك القابل للتنفيذ)، وملفات المصادر، إلخ.

## الحماية
تم العثور على بعض المشكلات الأمنية في عام 2014